# Robijnlaser

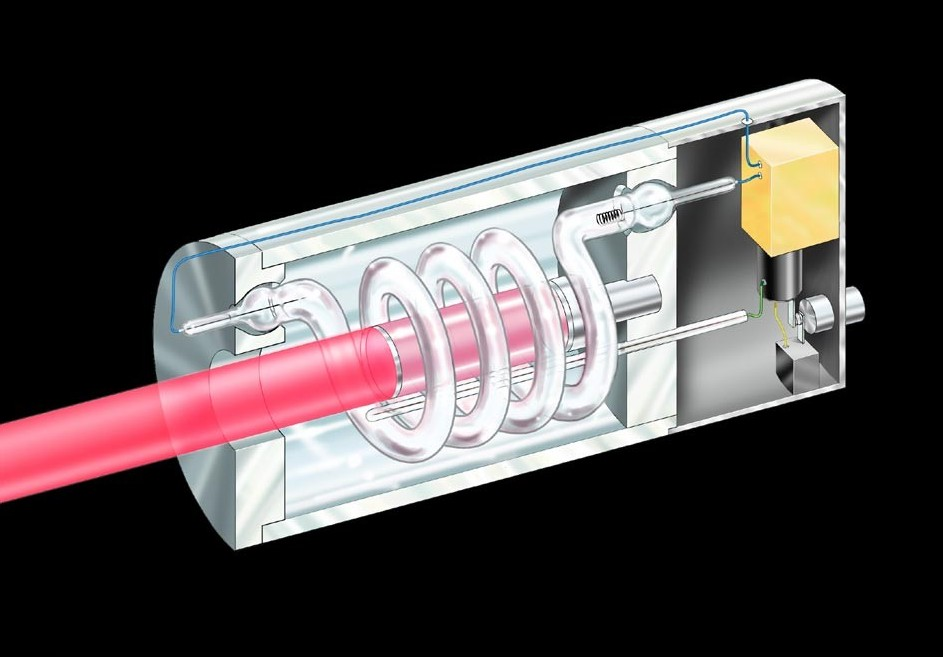
Diagram van de eerste robijnlaser

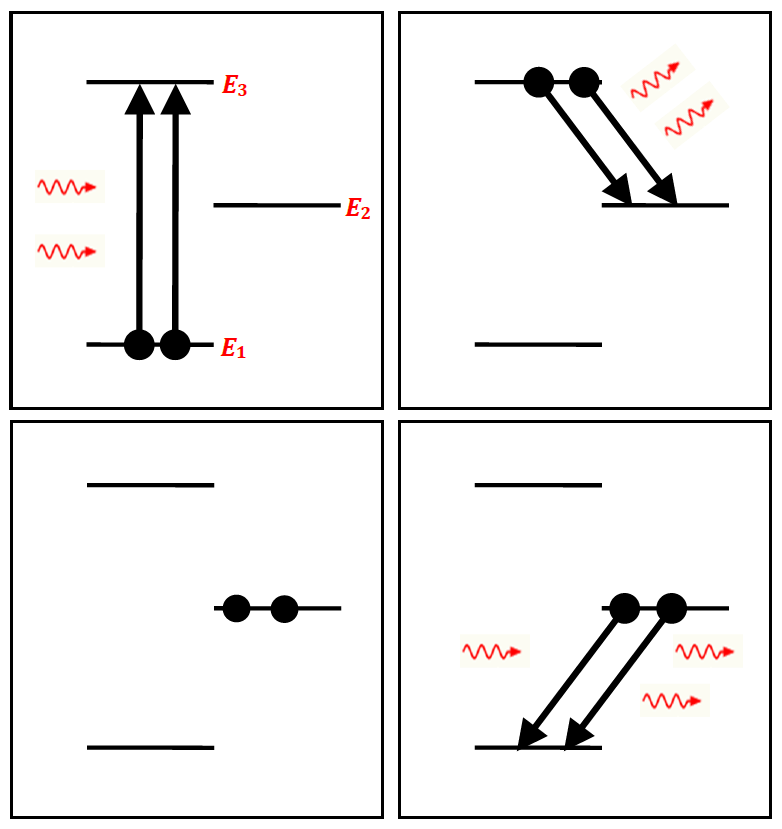
Drie energietoestanden van het chroom-ion. Linksboven worden er elektronen vanuit E_{1} naar E_{3} geëxciteerd. Deze vervallen vervolgens onder uitzending van fotonen naar de metastabiele toestand E_{2}. Vanuit deze toestand vallen de elektronen uiteindelijk weer terug naar E_{1}; de grondtoestand.

Een robijnlaser was de eerste laser in de geschiedenis, bedacht en gebouwd door Theodore Maiman. De laser geeft rood licht af. Hij werd aanvankelijk gebruikt voor holografie. Hij werkt met drie energieniveaus om populatie-inversie te bereiken. Vandaag is de robijnlaser volledig verdrongen door de YAG-laser. Die werkt met vier energieniveaus efficiënter en het YAG-kristal kan ook beter tegen warmte dan robijn.

## Werking
Bij een robijnlaser wordt er gebruikgemaakt van drie energietoestanden van het Cr+3-ion (E1, E2 en E3) in een Al2O3-kristal (een kunstmatig vervaard robijn); de roodkleurige cilinder in het diagram rechtsboven. Het optisch pompen van de atomen in E1 naar E3 wordt bij een robijnlaser bereikt met een xenon-flitslamp. Deze flitslamp kan intense stroboscopische flitsen van korte tijdsduur produceren doordat er een potentiaalverschil op de lamp wordt gezet (dit potentiaalverschil is bij dit type lampen zo'n 250-5000 volt).
Nadat een elektron door de flitslamp vanuit de grondtoestand is geëxciteerd naar E3, vervalt deze vrijwel onmiddellijk naar E2. Dit gaat via spontane emissie, waarbij een foton wordt uitgezonden. De toestand E2 is stabieler dan E3, waardoor de elektronen vanuit deze toestand niet zomaar terugvallen naar de grondtoestand. Er zullen dus steeds meer elektronen in E2 gaan zitten, waardoor er een populatie-inversie ontstaat tussen E1 en E2.
Wanneer er echter een elektron vanuit E2 via spontane emissie vervalt naar de grondtoestand E1 kan het uitgezonden foton een ander elektron in E2 laten vervallen via gestimuleerde emissie. Hierbij komen twee fotonen vrij die dezelfde golflengte, fase en richting hebben. Deze twee fotonen kunnen opnieuw twee elektronen laten vervallen, waarbij er in totaal vier fotonen vrijkomen. Er ontstaat dus een lawine-effect van gestimuleerde emissie, waarbij alle fotonen in fase zijn en (vrijwel) dezelfde golflengte hebben.
Beide uiteinden van het kristal zijn verzilverd, waardoor het licht binnen het kristal heen en weer wordt gereflecteerd en daarmee in intensiteit toeneemt. Een uiteinde is volledig verzilverd (de reflectiviteit is vrijwel 100%) en het andere uiteinde is gedeeltelijk verzilverd, waardoor er een bepaald percentage licht wordt doorgelaten. Op deze manier komt er een intense bundel straling uit het kristal.